# 諾瓦基 (沃洛季米列齊區)
51°28′35″N 26°11′45″E / 51.47639°N 26.19583°E
諾瓦基（烏克蘭語：Новаки）是位於烏克蘭西北部里夫內州裏瓦拉什區的村莊，始建於1629年，面積20.3平方公里，海拔高度164米，2001年人口623，人口密度每平方公里30.7人。